# Анна София фон Хесен-Дармщат
Анна София фон Хесен-Дармщат (на немски: Anna Sophia von Hessen-Darmstadt, 17 декември 1638, Марбург; † 13 декември 1683, Кведлинбург) е принцеса от Хесен-Дармщат, поетеса на църковни песни и от 1681 г. като Анна София II абатиса на Кведлинбург.

## Биография
Тя е дъщеря на ландграф Георг II от Хесен-Дармщат (1605 – 1661) и съпругата му София Елеонора Саксонска (1609 – 1671), дъщеря на курфюрст Йохан Георг I от Саксония.
Възпитавана е лутерански и рано се интересува от религия. Тя учи ориенталски езици и се интересува от поезия. От 16-годишната си възраст живее при нейните баба и дядо в Дрезден.
През 1656 г. Анна става побст в манастир Кведлинбург и започва да пише църковни песни. През 1658 г. излиза нейната книга с 32 църковни песни.
Нейната сестра Елизабет Амалия Магдалена (1635 – 1709), която от 1653 г. е омъжена за курфюрст Филип Вилхелм фон Пфалц и станала католичка, я кара да се откаже от лутеранството и да стане католичка и да напусне манастира. Тя се съпротивлява.
В по-късните си години Анна страда от „хроническа кашлица“. Въпреки това тя е избрана през 1681 г. като Анна София II за княжеска абатиса на Кведлинбург. Против желанието на патрона на манастира Йохан Георг III от Саксония болната абатиса, заедно с нейния капител, определя Анна Доротея фон Холщайн-Готорф (1640 – 1713) за своя последничка.
Анна София умира през 1683 г. от болестта си. Избират обаче пробста на манастира Анна Доротея фон Саксония-Ваймар за последничка.